# Gianna Perea-Labia
Gianna Perea-Labia (* 19. Mai 1908 in Mailand; † 9. Juni 1994) war eine italienische Opernsängerin (Sopran) und Gesangspädagogin.

## Leben
Gianna Perea-Labia war die Tochter der Sängerpaars Fausta Labia (Sopran, 1870–1935) und Emilio Perea (Tenor, 1884–1946). Ihre Tante war die Primadonna Maria Labia (1880–1953). 
Sie erhielt Gesangsunterricht in ihrem Elternhaus größtenteils durch ihre Mutter und debütierte 1934 in Vicenza in Adriano Lualdis Le furie di Arlecchino. Sie trat in vielen bedeutenden Opernhäusern Italiens, u. a. im La Fenice, Teatro alla Scala und dem Teatro dell’Opera di Roma auf, 1938 auch als „Nanetta“ in Verdis Falstaff in Salzburg. Zu ihren wichtigen Rollen zählten „Elvira“ (in L’italiana in Algeri), „Nannetta“, „Susanna“, „Fiordiligi“, „Philine“ in Mignon, „Olympia“, „Leila“, „Lakmé“, „Lucieta“ in I quatro rusteghi (Die vier Grobiane) sowie die Rollen der „Gasparina“ und „Gnese“ in II campiello von Ermanno Wolf-Ferrari. 
Für das Fernsehen produzierte sie zwei professionelle Gesangskurse: Elementi di musica e canto corale (1959) und Musica e canto corale (1961). Daneben unterrichtete sie an der Accademia di Santa Cecilia in Rom.